# Centrum-Demokraterne
 For alternative betydninger, se CD (flertydig). (Se også artikler, som begynder med CD)
Centrum-Demokraterne (D), forkortet CD, var et dansk borgerligt midterparti, stiftet den 7. november 1973 af det hidtidige socialdemokratiske folketingsmedlem og borgmester i Gladsaxe, Erhard Jakobsen.

## Historie
Erhard Jakobsen stiftede Centrum-Demokraterne i protest mod venstredrejningen af Socialdemokratiet og en planlagt forøgelse af parcelhusbeskatningen. 
Dagen efter stiftelsen valgte statsminister Anker Jørgensen (S) at udskrive valg, efter at Erhard Jakobsen ikke nåede frem til en afstemning i Folketinget om en lov om formueskat. Erhard Jakobsen forklarede, at hans bil løb tør for benzin. Dette blev betvivlet af de fleste. Regeringen (Anker Jørgensen I) havde kun flertal på et enkelt mandat, og Anker Jørgensen valgte at udskrive valg, fordi han fandt, at regeringens parlamentariske situation samlet set var blevet for ustabil.
Centrum-Demokraterne slog sig op på at varetage især boligejernes og bilisternes interesser. Partiet var under først Erhard Jakobsens og siden (fra 1989) hans datter Mimi Jakobsens ledelse kendetegnet ved ikke at have et nedskrevet partiprogram. Det var først fra midten af 1990'erne, at et egentligt partiprogram blev nedfældet på papir.  

### Regeringsdeltagelse
Centrum-Demokraterne var med i Firkløverregeringen fra 1982 til 1988 og havde flere ministerposter. Blandt andet var Arne Melchior trafikminister. Partistifteren Erhard Jakobsen fik først en ministerpost 10. september 1987, da han blev minister for økonomisk samordning i Regeringen Poul Schlüter II. En regeringsrokade d. 3. juni 1988 resulterede i, at Centrum-Demokraterne og Kristeligt Folkeparti røg ud af regeringen og blev udskiftet med Radikale Venstre.
Efter at Tamilsagen tvang Poul Schlüter til at træde tilbage, skiftede CD side og var januar 1993 til december 1996 med i to socialdemokratisk ledede regeringer under Poul Nyrup Rasmussen. CD gik i opposition i slutningen af 1996 for at sikre en klarere borgerlig profil.

### Nedtur og opløsning
Centrum-Demokraterne opnåede ikke valg til Folketinget ved valget i 2001. Da partiet heller ikke passerede spærregrænsen ved det følgende valg i 2005, besluttede Mimi Jakobsen at trække sig som partiformand. På et ekstraordinært landsmøde 25. juni 2005 blev den tidligere formand for FDB, økonomen Bjarne Møgelhøj, valgt som partiets nye formand. Ved kommunalvalget 15. november 2005 lykkedes det ikke partiet at få sine kandidater valgt.
Partiet fik stor opmærksomhed ved i 2006 at søge efter folketingskandidater gennem avisannoncer. Partiet opfordrede endda eksisterende folketingsmedlemmer til at skifte til CD. Der blev ligeledes lavet en meningsmåling, der viste, at partiet ville få 20% af stemmerne, hvis Naser Khader blev partiformand. Men det tilbud afslog den populære radikale politiker blankt. I december 2006 meldte Mimi Jakobsen sig ud af CD og ind i Socialdemokratiet på grund af utilfredshed med ledelsens tilbud til Naser Khader. I august 2007 meldte Mimi Jakobsens efterfølger Bjarne Møgelhøj sig ligeledes sig ud af partiet for at kunne melde sig ind i Naser Khaders nystiftede parti Ny Alliance. Udmeldelsen kom efter at Bjarne Møgelhøj havde foreslået at nedlægge CD i forbindelse med Ny Alliances stiftelse. Ny formand blev Ben Haddou.
Fra 28. september-24. oktober 2007 var partiet kortvarigt atter repræsenteret i Folketinget, idet den tidligere DF'er Louise Frevert meldte sig ind i partiet. Både Frevert og Haddou har tidligere repræsenteret Det Konservative Folkeparti i Københavns Borgerrepræsentation. Haddou var stadig suppleant for de Konservative i Borgerrepræsentationen, hvor Frevert var løsgænger og dermed repræsenterede CD fuldgyldigt. Partiet nåede ikke at indsamle underskrifter nok til at opstille til folketingsvalget 2007.
I december 2007 meddelte partiets hovedbestyrelse, at der ville blive indkaldt til ekstraordinært landsmøde i januar 2008 med forslag om nedlæggelse af partiet. Et flertal i hovedbestyrelsen ønskede at "begynde på en frisk" og danne et nyt parti. Den 27. januar 2008 blev det med to tredjedeles flertal besluttet at nedlægge partiet pr. 1. februar 2008. Partiet havde ligeledes en daværende ungdomsorganisation, Centrumdemokraternes Ungdom, der også blev nedlagt ved generalforsamlingen.

## Partiformænd
| Partiformand    | Tiltrædelsesår             | Fratrædelsesår           |
| --------------- | -------------------------- | ------------------------ |
| Erhard Jakobsen | 1973 (partiet grundlægges) | 1989                     |
| Mimi Jakobsen   | 1989                       | 2005                     |
| Bjarne Møgelhøj | 2005                       | 2007                     |
| Ben Haddou      | 2007                       | 2008 (partiet nedlægges) |

## Valgresultater

### Folketingsvalg
| Valgår | Formand         | Stemmer | Procent | Mandater | +/-     |
| ------ | --------------- | ------- | ------- | -------- | ------- |
| 1973   | Erhard Jakobsen | 236.784 | 7,8 %   | 14 / 175 | 14      |
| 1975   | Erhard Jakobsen | 66.316  | 2,2 %   | 4 / 175  | 10      |
| 1977   | Erhard Jakobsen | 200.347 | 6,4 %   | 11 / 175 | 7       |
| 1979   | Erhard Jakobsen | 102.132 | 3,2 %   | 6 / 175  | 5       |
| 1981   | Erhard Jakobsen | 258.522 | 8,3 %   | 15 / 175 | 9       |
| 1984   | Erhard Jakobsen | 154.553 | 4,6 %   | 8 / 175  | 7       |
| 1987   | Erhard Jakobsen | 161.070 | 4,8 %   | 9 / 175  | 1       |
| 1988   | Erhard Jakobsen | 155.464 | 4,7 %   | 9 / 175  | Uændret |
| 1990   | Mimi Jakobsen   | 165.556 | 5,1 %   | 9 / 175  | Uændret |
| 1994   | Mimi Jakobsen   | 94.496  | 2,8 %   | 5 / 175  | 4       |
| 1998   | Mimi Jakobsen   | 146.802 | 4,3 %   | 8 / 175  | 3       |
| 2001   | Mimi Jakobsen   | 61.031  | 1,8 %   | 0 / 175  | 8       |
| 2005   | Mimi Jakobsen   | 33.880  | 1,0 %   | 0 / 175  | Uændret |

### Europaparlamentsvalg
| Valg | Spidskandidat   | Gruppe | Stemmer | %     | Mandater | +/-     |
| ---- | --------------- | ------ | ------- | ----- | -------- | ------- |
| 1979 | Erhard Jakobsen | EPP    | 107.790 | 6,2 % | 1 / 15   | 1       |
| 1984 | Erhard Jakobsen | EPP    | 131.984 | 6,6 % | 1 / 15   | Uændret |
| 1989 | Erhard Jakobsen | EPP    | 142.190 | 8,0 % | 2 / 16   | 1       |
| 1994 | Peter Duetoft   | Ingen  | 18.365  | 0,9 % | 0 / 16   | 2       |
| 1999 | Mimi Jakobsen   | Ingen  | 68.717  | 3,5 % | 0 / 16   | Uændret |

### Kommunalvalg
| Valg             | Stemmer | %      | Mandater   | +/- |
| ---------------- | ------- | ------ | ---------- | --- |
| 1974             | 43.946  | 2,1 %  | 24 / 4.753 | 24  |
| 1978             | 32.200  | 1,2 %  | 13 / 4.759 | 11  |
| 1981             | 45.197  | 0,9 %  | 8 / 4.769  | 5   |
| 1985             | 20.636  | 0,8 %  | 4 / 4.773  | 4   |
| 1989             | 40.810  | 1,5 %  | 23 / 4.737 | 19  |
| 1993             | 15.810  | 0,6 %  | 2 / 4.703  | 21  |
| 1997             | 14.688  | 0,5 %  | 4 / 4.685  | 2   |
| 2001             | 15.024  | 0,4 %  | 3 / 4.647  | 1   |
| Strukturreformen |         |        |            |     |
| 2005             | 1.738   | 0,06 % | 0 / 2.522  | 3   |

### Amtsråds- og regionsrådsvalg
| Valg             | Stemmer | %      | Mandater | +/-     |
| ---------------- | ------- | ------ | -------- | ------- |
| 1974             | 42.744  | 2,4 %  | 2 / 370  | 2       |
| 1978             | 40.636  | 1,8 %  | 1 / 370  | 1       |
| 1981             | 39.408  | 1,7 %  | 2 / 370  | 1       |
| 1985             | 30.229  | 1,3 %  | 1 / 374  | 1       |
| 1989             | 57.955  | 2,5 %  | 4 / 374  | 3       |
| 1993             | 23.720  | 1,0 %  | 0 / 374  | 4       |
| 1997             | 24.362  | 1,0 %  | 0 / 374  | Uændret |
| 2001             | 24.895  | 0,8 %  | 0 / 374  | Uændret |
| Strukturreformen |         |        |          |         |
| 2005             | 5.287   | 0,19 % | 0 / 205  | Uændret |